# 2,4,6-Triazido-1,3,5-triazin
2,4,6-Triazido-1,3,5-triazin (též kyanurtriazid) (C3N12) je bílá krystalická látka. Jedná se o silnou třaskavinu s vysokou iniciační mohutností. Její krystalová hustota je 1,73 g/cm3 a detonační rychlost při této hustotě je 7 300 m/s. Teplota vzbuchu je 205 °C. Díky své vysoké iniciační mohutnosti, nízké toxicitě produktů a nízké ceně byl zvažován jako ekologická náhrada azidu olovnatého v rozbuškách, což bylo především kvůli nízké fyzikální stabilitě zavrženo. Kyanurtriazid totiž snadno sublimuje, což je jev vysoce nežádoucí.

## Příprava
Kyanurtriazid se připravuje nukleofilní aromatickou substituci za využití kyanurtrichloridu (2,4,6-trichlor-1,3,5-triazin) s přebytkem azidu sodného. Reakce probíhá v acetonu při refluxu. Výsledný produkt lze čistit pomocí rekrystalizace v toluenu.